# Johannes Ludwig
Johannes Ludwig (* 14. února 1986, Suhl) je německý sportovní sáňkař. Je držitelem čtyř olympijských medailí, z toho dvě jsou individuální, a to zlato z her v Pekingu roku 2022 a bronz z olympiády v Pchjongčchangu roku 2018. Krom toho má z těchto dvou olympiád i týmová zlata. Jeho nejlepším individuálním výsledkem na mistrovství světa je třetí místo z roku 2013. Má ze světových šampionátů i dvě týmová zlata (2017, 2020). Z mistrovství Evropy přivezl dvě individuální stříbra (2014, 2021) a jeden bronz (2013). Ve světovém poháru skončil celkově první v sezóně 2021/22. Má v seriálu světového poháru na svém kontě, k únoru 2022, deset individuálních vítězství.